# Lở đất Sierra Leone 2017
Sáng sớm ngày 14 tháng 8 năm 2017, sau ba ngày mưa lớn, lũ lụt và lở đất xảy ra trong và xung quanh thành phố Freetown, thủ đô của Sierra Leone.
Mặc dù con số chính xác vẫn chưa rõ ràng nhưng tử vong liên quan đến thảm hoạ được ước tính vào khoảng 400 với trên 600 người khác bị mất tích và có lẽ đã chết. Hơn 3.000 người trở thành vô gia cư và hàng trăm ngôi nhà bị hư hại hoặc bị phá hủy bởi lở đất. Xảy ra trong mùa mưa đặc biệt ẩm ướt, mức độ nghiêm trọng của thảm họa thiên tai trở nên trầm trọng thêm bởi vị trí của thành phố ở hoặc dưới mực nước biển, cơ sở hạ tầng nghèo nàn, và hệ thống thoát nước.
Các tổ chức địa phương và Hội Chữ Thập Đỏ Hoa Kỳ xử lý các nỗ lực phục hồi ban đầu, và cộng đồng quốc tế cũng đã cung cấp viện trợ.

## Ảnh hưởng
Theo Trung tâm dự báo khí hậu của Dịch vụ Thời tiết Quốc gia, Sierra Leone ở giữa mùa mưa đặc biệt ẩm ướt, với thủ đô Freetown, thuộc vùng phía Tây của nước này, trải qua vụ mưa 41 inches (104 cm) dẫn đến các vụ lở đất từ ngày 1 tháng 7 năm 2017 - gần gấp ba lần mức trung bình theo mùa của khu vực. Phòng khí tượng Sierra Leone đã không đưa ra lời cảnh báo trước mưa lớn để đẩy nhanh tiến độ sơ tán khỏi các vùng nguy hiểm; Từ ngày 11 đến ngày 14 tháng 8, Freetown nhận được ba ngày liên tục các trận mưa, dẫn đến ngập lụt nghiêm trọng ở thành phố và các vùng ngoại ô xung quanh. Lũ lụt là mối đe dọa hàng năm cho khu vực: trong năm 2015 lũ lụt đã giết chết 10 người và để lại hàng ngàn người vô gia cư.
Nhìn ra Freetown, núi Sugar Loaf sụp đổ một phần, gây ra lở đất vào sáng sớm ngày 14 tháng 8, làm hư hại hoặc ngập nước hoàn toàn một số ngôi nhà và công trình, giết chết nhiều cư dân - nhiều người vẫn ngủ - những người bị mắc kẹt bên trong. Vùng ngoại ô Regent được xem là chịu nhiều tàn phá nhất; một khu định cư miền núi 15 dặm về phía đông của Freetown, Regent đã bị xóa sạch khi những sườn đồi lân cận bị sập khoảng 6:00 giờ GMT. Các khu vực khác báo cáo thiệt hại nghiêm trọng bao gồm các khu định cư Motormeh, Kamayamah, Kaningo, Dworzak, New England, Kroobay, Mountain Cut, George Brook, Big Warf và Wellington. Giám đốc Kelfa Karbo của tổ chức cứu trợ Street Child miêu tả "hiệu ứng domino" dẫn tới việc phá hủy các tài sản khác khi đất lở diễn ra.
Con số chính xác cho số người chết vẫn còn chưa chắc chắn nhưng có hơn 400 được xác nhận tử vong và khoảng trên 600 người vẫn còn mất tích.. Hơn 3.000 người trở thành vô gia cư và hàng trăm tài sản bị hư hỏng hoặc ngập nước bởi lở đất và lụt lội.

## Những yếu tố góp phần
Mức độ nghiêm trọng của sự tàn phá được làm trầm trọng hơn bởi sự kết hợp của các yếu tố. Freetown, một thành phố đông dân và bị tắc nghẽn chiếm khoảng 1,2 triệu người vào thời điểm thiên tai, nằm ở hoặc dưới mực nước biển, và được bao quanh bởi các dãy núi rừng rộng lớn . Jamie Hitchen của Viện Nghiên cứu Châu Phi cho biết, "Chính phủ thất bại trong việc cung cấp nhà ở cho những người nghèo nhất trong xã hội", trong khi chú ý đến việc xây dựng không được kiểm soát chỉ được nhận ra sau một cuộc khủng hoảng. Việc không thực hiện lệnh cấm tạm thời dẫn đến sự xâm lấn của vùng đồng bằng lũ lụt bởi các khu định cư và các công trình đô thị chưa được tổ chức dẫn đến các luồng nước hẹp hơn. Trong các sự kiện ngập nước, hệ thống thoát nước của Freetown thường bị chặn bởi rác thải, đặc biệt là ở các cộng đồng nghèo khó của thành phố, góp phần độ ngập nước cao hơn .
Việc xây dựng các ngôi nhà lớn ở khu sườn đồi và nạn phá rừng không hạn chế đã làm suy yếu sự ổn định của các sườn núi gần đó và gây ra sự xói mòn đáng kể của đất. Trong một thập kỷ dẫn đến thiên tai, Sierra Leone mất khoảng 800.000 ha rừng bao phủ - cuộc nội chiến, xảy ra giữa năm 1991 và năm 2002, cũng là một nguyên nhân được nghiên cứu của nạn phá rừng. Cơ quan Bảo vệ Môi trường của quốc gia báo cáo một sứ mệnh tái trồng rừng trong khu vực hai tuần trước khi xảy ra lũ lụt và lở đất mà cuối cùng không thành công .